# كريس مالونغا
كريس مالونغا (بالفرنسية: Chris Malonga)‏ (مواليد 11 يوليو 1987 في سينس - فرنسا) لاعب كرة قدم كونغولي يلعب حاليا لصالح نادي الدرجة الأولى نانسي الفرنسي منذ 2004 في مركز الوسط المحوري.

## روابط خارجية
- كريس مالونغا على موقع الاتحاد الدولي (مؤرشف)  (الإنجليزية)
- كريس مالونغا على موقع قاعدة بيانات كرة القدم.إي يو (الإنجليزية)
- كريس مالونغا على موقع بيانات كرة القدم. دي إي (الألمانية)
- كريس مالونغا على موقع ناشيونال فوتبول تيمز (الإنجليزية)
- كريس مالونغا على موقع Soccerway.com (الإنجليزية)
- كريس مالونغا على موقع عالم كرة القدم.نت (الإنجليزية)
- كريس مالونغا على موقع GSA (الإنجليزية)